# Oreosolen wattii
Oreosolen wattii är en flenörtsväxtart som beskrevs av Joseph Dalton Hooker. Oreosolen wattii ingår i släktet Oreosolen och familjen flenörtsväxter. Inga underarter finns listade i Catalogue of Life.